# موبيليس

شعار الشركة القديم

اتصالات الجزائر للهاتف المحمول موبيليس (بالفرنسية: Algérie Télécom Mobile Mobilis) هي فرع تابع لمجمع اتصالات الجزائر وأول مشغل لخدمات الهاتف المحمول في الجزائر. تأسست الشركة في عام 2002، وحصلت على استقلاليتها كمتعامل للهاتف النقال في أغسطس 2003، مما مكنها من التركيز على أهدافها الرئيسية مثل رضا العملاء، والابتكار، والتقدم التكنولوجي. هذه الاستراتيجية ساعدتها في تحقيق نمو سريع واكتساب ما يقارب 20 مليون مشترك في فترة وجيزة.

## تاريخ
في 15 ديسمبر 2004، أطلقت موبيليس أول شبكة تجريبية لنظام الاتصالات المتنقلة العالمي (UMTS) في الجزائر، مما جعلها رائدة في تقديم خدمات الوسائط المتعددة مع عرض "Mobi +" لخدمة جي بي آر إس. قامت الشركة بنشر شبكة جي إس إم على نطاق واسع لتغطية حوالي 80٪ من السكان.
بحلول نهاية عام 2015، بلغ عدد المشتركين في موبيليس لخدمات جي إس إم والجيل الثالث أكثر من 14.3 مليون. وفي يوليو 2016، ارتفع العدد إلى 16.5 مليون مشترك. كما حصلت موبيليس في ديسمبر 2019 على ترخيص عالمي لتقديم خدمات الاتصالات 2G و3G و4G في مالي، مما يتيح لها التوسع خارج الجزائر.

## الأهداف
تهدف موبيليس إلى أن تصبح الشريك المفضل في التحول الرقمي بالجزائر من خلال تقديم حلول اتصالات متقدمة والمساهمة في الشمول الرقمي لجميع الجزائريين.
تسعى موبيليس، منذ نشأتها، إلى تحديد أهداف أساسية منها:
- تقديم خدمات اتصالات عالية الجودة بأسعار مناسبة.
  - الاستثمار المستمر في الابتكار وتطوير التكنولوجيا.
  - توفير تجربة عملاء استثنائية ودعم تقني فعال.
  - المساهمة في التنمية الاجتماعية والاقتصادية للجزائر من خلال تعزيز الشمول الرقمي. الابتكار والقرب من العملاء تتبنى موبيليس سياسة التطوير والابتكار باستمرار لتحسين صورتها التجارية وتقديم تجربة مميزة لعملائها. من خلال نشر شبكة ذات جودة عالية وتقديم خدمات ومنتجات مبتكرة، تضع موبيليس نفسها كمتعامل قريب من شركائها وزبائنها. شعارها المؤسسي "معاً نصنع المستقبل" يعكس هذا الالتزام.

الالتزام الاجتماعي
تلتزم موبيليس بالمشاركة في التنمية المستدامة، المساهمة في التقدم الاقتصادي، احترام التنوع الثقافي، وحماية البيئة. كشركة مواطنة، تلعب دوراً هاماً في دعم القضايا البيئية والاجتماعية، ما يعكس شعارها "معاً نصنع المستقبل".

## شبكة وخدمات موبيليس
- تغطية شبكة كاملة على مستوى الوطن.
- أكثر من 180 وكالة تجارية.
- أكثر من 12,000 نقطة بيع غير مباشرة.
- أكثر من 4,500 محطة قاعدة راديوية (BTS).
- منصات خدمة متقدمة تكنولوجياً.
- مجموعة واسعة من العروض والخدمات المبتكرة.

تقدم موبيليس مجموعة متنوعة من العروض والخدمات الإبداعية لتلبية احتياجات المشتركين. تشمل هذه الخدمات:
- ڤوسطو: التي تتيح للمستخدمين التمتع بمزايا إضافية.
- توانتي: اول عرض في الجزائر يقدم مكالمات مجانية الى جانب 80 جيغا انترنت في الشهر
- سلكني: لتيسير تجربة العملاء.
- خدمة الرسائل المصورة والصوتية (MMS): توفر للمشتركين إمكانيات التواصل المتعددة الوسائط.
- خدمات 3G وGPRS و4G: للاتصال بالإنترنت والبقاء على اتصال في أي وقت.[7]

بالإضافة إلى ذلك، تشمل خيارات التعبئة الإلكترونية مثل:
- أرسلي، راسيمو، رصيدي: لتعبئة الرصيد بسهولة.
- بطاقة التعبئة الخاصة بالمكالمات الدولية لمشتركي الدفع المسبق، والتي تتيح للعملاء إجراء مكالمات دولية بتكلفة مخفضة.

تسعى موبيليس باستمرار إلى تحسين خدماتها لمواكبة متطلبات السوق وضمان راحة العملاء.

## قيم موبيليس:
- الديناميكية: توجه نحو المستقبل مع القدرة على التكيف السريع مع التغيرات، مما يعكس التزام الشركة بالابتكار والتطور.
- الشفافية: التزام بالوضوح والصراحة في التعامل مع العملاء والشركاء، مع احترام المواعيد والالتزامات.
- الابتكار: تشجيع الإبداع والتجديد في كافة مجالات العمل، مع التركيز على تقديم حلول تكنولوجية متقدمة.
- الوفاء: حماية مصالح المستهلك الجزائري والعمل على تعزيز الثقة من خلال التزام الشركة بأعلى معايير الجودة والأخلاقيات المهنية.

من خلال هذه القيم، تواصل موبيليس سعيها لتعزيز مكانتها كأحد أبرز مزودي خدمات الاتصالات في الجزائر والمنطقة.

## وصلات خارجية
- -الموقع الرسمي لموبيليس
- - أخبار وعروض موبيليس